# Leptoppia
Leptoppia är ett släkte av kvalster. Leptoppia ingår i familjen Oppiidae.
Kladogram enligt Catalogue of Life:
| Leptoppia | \| \| Leptoppia benyovszkyi \| \| \| \| \| \| Leptoppia procera \| \| \| \| |
|           | \| \| Leptoppia benyovszkyi \| \| \| \| \| \| Leptoppia procera \| \| \| \| |
|           | Leptoppia benyovszkyi                                                       |
|           |                                                                             |
|           | Leptoppia procera                                                           |
|           |                                                                             |